# Grafhomomorfi
Ej att förväxla med grafhomeomorfi.
En grafhomomorfi är inom matematik en strukturbevarande avbildning, en homomorfi, mellan grafer. Mer specifikt avbildar den närliggande noder till närliggande noder.

## Definition och begrepp
Givet två grafer {\displaystyle G=(N,B)} och {\displaystyle G'=(N',B')} är en avbildning {\displaystyle f:G\to G'} en homomorfi om
{\displaystyle (x,y)\in B\Rightarrow (f(x),f(y))\in B'}
dvs, om det finns en båge mellan de två noderna x och y  i G ska det finnas en båge mellan {\displaystyle f(x)} och {\displaystyle f(y)} i {\displaystyle G'}. Om det finns en homomorfi mellan graferna G och {\displaystyle G'} skriver man {\displaystyle G\to G'}. Definitionen fungerar även för riktade grafer.
Om det finns en grafhomomorfi {\displaystyle f:G\to H} sägs G vara H-färgbar. Om det även gäller att det finns en grafhomomorfi {\displaystyle g:H\to G} sägs graferna G och H vara homomorfiskt ekvivalenta. En homomorfi från G till G kallas för grafendomorfi.
För en homomorfi {\displaystyle f:G\to H} kallas urbilderna {\displaystyle f^{-1}(y)} för alla y i H för f:s fibrer. Fibrerna till f bildar en partition av G:s noder, om det inte finns några loopar i H.
Om H är en delgraf till G sägs en homomorfi {\displaystyle f:G\to H} vara en retraktion om {\displaystyle f(x)=x} för alla x i H. En graf är en kärna om det inte finns någon retraktion till en äkta delgraf av grafen.

## Egenskaper
- En sammansättning av grafhomomorfier är en grafhomomorfi.
- Grafhomomorfier bevarar komponenter.
- Mängden av alla endomorfier till en given graf bildar en monoid.
- En grafhomomorfi som är bijektiv och vars invers också är en homomorfi är en grafisomorfi. Om homomorfin även är en endomorfi sägs den vara en grafautomorfi.
- Varje graf har en kärna som delgraf som är bestämd upp till isomorfi.
- Två grafer är homomorfiskt ekvivalenta om och endast om deras kärnor är isomorfa.

## Exempel

Exempel på två färgningar av samma graf. Vänstra bilden kan ses som en homomorfi till och den högra till. Noder med samma färg avbildas till samma nod i den kompletta grafen.

En k-graffärgning är en grafhomomorfi {\displaystyle f:G\to K_{r}} där {\displaystyle K_{r}} är den kompletta grafen med r noder. Om {\displaystyle f:G\to H} är en homomorfi följer det att det kromatiska talet för G är högst det kromatiska talet för H.
Exempelvis så finns det för varje bipartit graf G en homomorfi {\displaystyle f:G\to K_{2}}.